# V osemdesetih dneh okoli sveta
Potovanje okoli sveta v 80 dneh je pustolovski roman Julesa Verna. Je tudi ena izmed njegovih bolj znanih knjig.

## Vsebina

### Uvod
Urejen angleški gospod, po imenu Phileas Fogg, slovi po točnosti in predvidljivosti. S svojimi prijatelji iz kluba sklene stavo, da lahko prepotuje svet v 80 dneh.

### Jedro
Gospod Fogg in njegov služabnik iz Francije sta odšla proti vzhodu Indiji. Začne ga loviti tudi policist, saj misli, da je ropar in da potuje le, da bi zabrisal sled. V Indiji tudi reši mlado damo, ki so jo hoteli usmrtiti na obredu. Skupaj z damo se odpravijo (medtem pa jim ves čas sledi policist) naprej, proti Ameriki, kjer imajo tudi probleme z domorodci (Indijanci), saj napadejo vlak, pozneje so tudi težave z železnico ...  Po velikih problemih se le vrnejo v Anglijo, kjer policist končno dobi dovoljenje za aretacijo in ga aretira.

### Zaključek
Policist ugotovi, da so tatu že zdavnaj ujeli ter tako izpusti gospoda. Ko pride do kluba, ugotovi, da zamuja za en dan. Pošlje služabnika k duhovniku, da bi najavil poroko z gospo, ampak takrat ugotovi, da še niso zamudili roka, saj so potovali proti zahodu in tako privarčevali en dan. Gredo v klub in zmagajo stavo. Z gospo pa se poročita.